# Domenico Bernini
Domenico Bernini (né le 3 août 1657 à Rome et mort le 3 novembre 1723 dans la même ville) est un historien italien. Il est le fils de l'artiste Gian Lorenzo Bernini, dit « Le Bernin ».

## Biographie

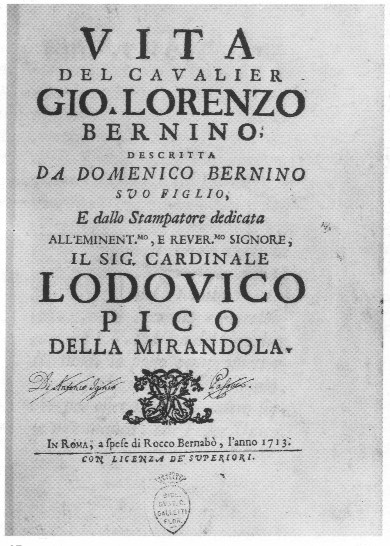
Frontispice de Vita del Cavalier Gio. Lorenzo Bernini.

Domenico Bernini est le dernier des onze enfants du célèbre artiste du XVIIe siècle Gian Lorenzo Bernini et de son épouse Caterina Tezio. Chercheur, auteur et chanoine, Domenico Bernini publie plusieurs ouvrages liés à l'histoire de l'Église catholique. Publié en quatre volumes, Historia di tutte l'heresie, descritta da Domenico Bernino... (« Histoire des toutes les hérésies ») est peut-être le plus connu de ses écrits. La biographie qu'il fait de son père, Vita del Cavalier Gio. Lorenzo Bernini, paru à Rome en 1713, correspond à l'une des sources primaires les plus importantes pour la vie de Gian Lorenzo Bernini. Il meurt à Rome le 3 novembre 1723.
Bien qu'ayant une très brève carrière de novice jésuite (1671-1673), Domenico n'est jamais ordonné prêtre ; il se marie quelque temps après 1686 et a eu trois enfants. Il est souvent confondu dans ses études avec son frère aîné, Monseigneur Pietro Filippo, devenu prélat et chanoine de Santa Maria Maggiore à Rome. Il se consacre à l'étude de l'histoire ecclésiastique et écrit une longue histoire des hérésies chrétiennes. Bernini travailla pendant vingt ans à son ouvrage. Les pièces officielles et les citations nombreuses, le rendront toujours utile à consulter, à qui veut se documenter sur les hérésies depuis le Ier siècle jusqu'au XVIIe siècle inclusivement. Les pages qui concernent la situation religieuse de l'Église au Xe siècle et au XIe siècle, la querelle des « spirituali », développée en plusieurs chapitres, les « alumbrados » et les quiétistes sont particulièrement intéressants.